# 3a edició dels Premis Sant Jordi de Cinematografia
La 3a edició dels Premis Sant Jordi de Cinematografia (aleshores oficialment Premios San Jorge) va tenir lloc el 23 d'abril de 1959, patrocinada pel "Cine Forum" de RNE a Barcelona dirigit per Esteve Bassols Montserrat i Jordi Torras i Comamala. L'entrega va tenir lloc en un dels salons de l'Hotel Majestic en un acte presidit per Luis Ezcurra Carrillo, president de RNE, Antonio Martínez Tomás, president de l'Associació de Premsa, i Demetrio Ramos, delegat del Ministeri d'Informació i turisme.

## Premis Sant Jordi
| Categoria                                           | Premiat                                           | Labor premiada               |
| --------------------------------------------------- | ------------------------------------------------- | ---------------------------- |
| Millor pel·lícula espanyola                         | El cebo                                           | Pel·lícula                   |
| Millor pel·lícula estrenada                         | Les nits de Cabiria                               | Federico Fellini             |
| Millor director espanyol                            | Ladislao Vajda                                    | El cebo                      |
| Millor director estranger                           | Federico Fellini                                  | Les nits de Cabiria          |
| Millor guió espanyol                                | Ladislao Vajda, Hans Jacoby                       | El cebo                      |
| Millor guió estranger                               | Ennio Flaiano, Tullio Pinelli Pier Paolo Pasolini | Les nits de Cabiria          |
| Millor actor espanyol                               | Albert Closas                                     | Una muchachita de Valladolid |
| Millor actor estranger                              | Alec Guinness                                     | El pont sobre el riu Kwai    |
| Millor actriu espanyola                             | No concedit                                       |                              |
| Millor actriu                                       | Giulietta Masina                                  | Les nits de Cabiria          |
| Menció a millor fotografia en pel·lícula espanyola  | Heinrich Gärtner                                  |                              |
| Menció a millor fotografia en pel·lícula estrangera | Jean Bourgoin                                     | El meu oncle                 |
| Menció a la millor sala de Barcelona                | Cine Alexandra                                    | -                            |
| Menció al millor cineclub de Catalunya              | Cineclub Monterols                                | -                            |
| Menció a la millor publicació de cinema             | Film Ideal                                        | -                            |